# Jean Roth
Jean Roth, född den 3 mars 1924 i Le Havre, död 2019 i Bünzen, var en schweizisk bancyklist som var specialist på sexdagarslopp av vilka han vann sexton stycken.

## Meriter – bana

### Sexdagarslopp
| 1950/1951 Münsters sexdagars (med Gustav Kilian) 1951/1952 Kiels sexdagars (med Armin von Büren) 1952/1953 Münsters sexdagars (med Walter Bucher) 1953/1954 Berlins sexdagars (med Walter Bucher) Münchens sexdagars (med Walter Bucher) Münsters sexdagars (med Walter Bucher) 1954/1955 Frankfurts sexdagars (med Walter Bucher) Zürichs sexdagars (med Walter Bucher) | 1955/1956 Paris sexdagars (med Oscar Plattner och Walter Bucher) Århus sexdagars (med Walter Bucher) Antwerpens sexdagars (med Stan Ockers och Reginald Arnold) 1956/1957 Berlins sexdagars (med Walter Bucher) 1957/1958 Münsters sexdagars (med Armin von Büren) Köpenhamns sexdagars (med Fritz Pfenninger) Zürichs sexdagars (med Fritz Pfenninger) 1958/1959 Münsters sexdagars (med Fritz Pfenninger) |

### Europamästerskap[2]
1954/1955
 2:a i madison med Walter Bucher
1959/1960
 2:a i madison med Fritz Pfenninger